# Lincolnshire Poacher (queso)

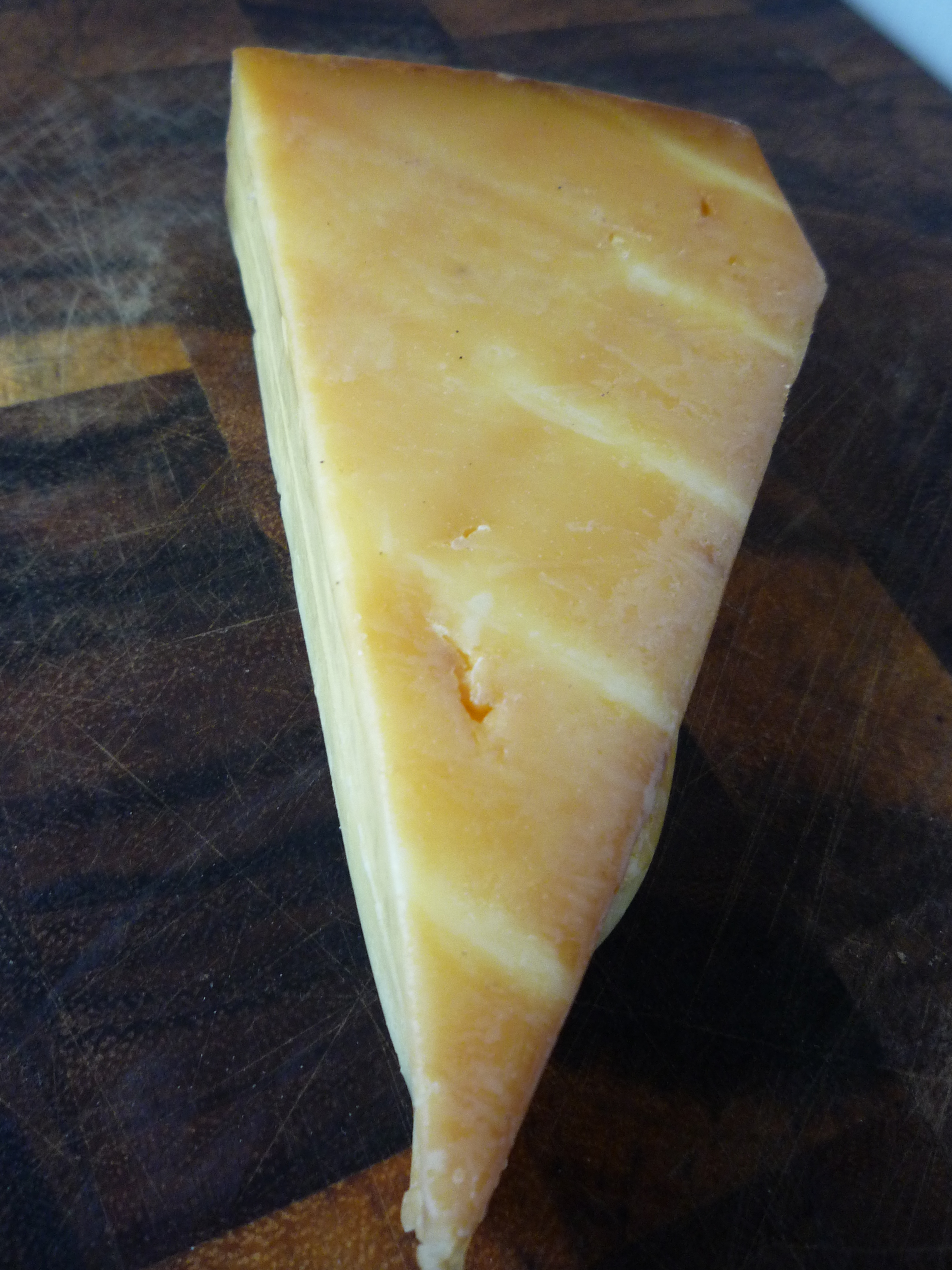
Smoked Lincolnshire Poacher.

El Lincolnshire Poacher (‘furtivo de Lincolnshire’) es un queso duro de leche de vaca pasteurizado hecho en Lincolnshire (Inglaterra). Existe una versión ahumada llamada Smoked Lincolnshire Poacher.

## Galardones
- Campeón Supremo en los British Cheese Awards de 1996–7.
- Mejor Queso Británico en los premios World Cheese en 2001–2.
- Medallas de Oro en los British Cheese Awards 2003–4 para el Lincolnshire Poacher y el Smoked Lincolnshire Poacher.